# Novavis
Novavis Spółka Akcyjna – polska spółka prawa handlowego z siedzibą w Warszawie, notowana na rynku NewConnect prowadzonym przez Giełdę Papierów Wartościowych w Warszawie (Ticker:NVV).
Polskie przedsiębiorstwo z siedzibą w Warszawie, założone w 2012 roku, notowane na Giełdzie Papierów Wartościowych w Warszawie od 4 lipca 2013 roku.
Spółka zajmuje się działalnością inwestycyjną i handlową na rynku odnawialnych źródeł energii (OZE).
Firma planuje budowę farmy fotowoltaicznej o mocy 1 MW w miejscowości Stare Dłutowo koło Lidzbarka. Spółka podała też, że koszt budowy farmy PV w Dłutowie Starym powinien wynieść ok. 4,4 mln zł.

## Akcjonariat
Według danych z listopada 2013, znanymi akcjonariuszami spółki są:
- Marshall Nordic Ltd. – 630 000 akcji i 22,90% głosów na WZA;
- Wojciech Żak – 620 000 akcji i 22,54% głosów;
- Hanna Stachura – 600 000 akcji i 21,81% głosów;

pozostali posiadają resztę akcji.